# Jean Creton
Jean Creton (fl. 1386-1420) foi um historiador e poeta medieval francês que serviu como valet de chambre (ou escudeiro) do rei Carlos VI da França no final do século XIV. É mais notável, no entanto, por sua crônica (escrita em verso) sobre suas viagens à Inglaterra em 1399, onde foi testemunha ocular do depoimento do rei Ricardo II. Embora a visita pareça ter o objetivo de "divertir e conhecer o país" com um companheiro agora desconhecido, ele testemunhou em primeira mão os eventos que levaram à deposição do rei por seu primo Henry Bolingbroke. Foi descrito como o "mais completo e mais circunstancial" das várias narrativas contemporâneas.